# Диметилтриптамин
Диметилтриптамин (DMT, ДМТ) или N,N-диметилтриптамин — эндогенный психоделик, в нервной системе человека выполняет функцию агониста 5-HT2A серотониновых рецепторов, также алкалоид многих растений, сильнодействующее психоактивное вещество из класса триптаминов. По химической структуре ДМТ схож с серотонином — одним из важных нейромедиаторов головного мозга млекопитающих. Он также вырабатывается в небольших количествах человеческим организмом в процессе нормального метаболизма.
ДМТ — психоделик, вызывающий изменённое состояние сознания с переживанием, схожими с религиозно-мистическим опытом, с интенсивными визуальными и слуховыми галлюцинациями, изменением восприятия времени и реальности.

## История
Впервые ДМТ был синтезирован в 1931 году канадским химиком Ричардом Хельмутом Фредриком Манске.
В 1946 году бразильским этноботаником и химиком Гонсалвесом де Лима ДМТ был выделен из корня мимозы (Mimosa tenuiflora) и назван «Нигерин» (Nigerine).
Впервые психотропные свойства ДМТ были изучены в середине 1950-х годов венгерским химиком и психиатром Стивеном (Иштваном) Сарой (Stephen Szára). Испытывая интерес к психоактивным веществам, Сара заказал в компании «Сандоз» вещество ЛСД. Недавно открытое на тот момент, ЛСД вызывало большой интерес у учёных. Однако «Сандоз» отказала в поставке по причине опасения, что ЛСД попадёт в руки венгерского коммунистического режима, что могло бы иметь нежелательные последствия. Из-за невозможности получить ЛСД Сара обратил внимание на химически менее сложное ДМТ, предположив его психоактивные свойства ввиду схожести с серотонином.

## Психоделические свойства
Испытавшие ДМТ-трип люди часто говорят, что эти переживания настолько отличаются от чего-либо, известного человеку, что их практически невозможно описать или выразить в словесной или иной форме. Некоторые пользователи сообщают о чрезвычайно интенсивных визуальных и сенсорных переживаниях эротического плана при употреблении ДМТ в ритуальном сексуальном контексте.
Британский писатель и философ Алан Уотс так описывал эффект ДМТ: «Заряжаем вселенную в пушку. Целимся в мозг. Огонь.» (англ. «Load universe into cannon. Aim at brain. Fire.»).
В исследованиях, проведённых в 1990—1995 гг. психиатром Риком Страссманом в Университете Нью-Мексико, выяснилось, что многие из участвующих добровольцев испытывали переживания внеземной жизни среди существ, которые характеризовались как «эльфы», «инопланетяне», «гиды» и «помощники». При этом в визуальном плане некоторые из этих существ напоминали клоунов, рептилий, богомолов, пчёл, пауков, кактусы, гномов и фигуры, сделанные из палок. По крайней мере один из участников исследований сообщил о сексуальном контакте с одним из таких существ, в то время как другие часто сообщали об эротических переживаниях. В целом, все участники исследований сообщали, что эти существа являются жителями параллельной, независимой реальности, дорогу в которую открывает приём ДМТ.
Теренс Маккенна, автор ряда книг, где упоминается тема ДМТ, описывал свой опыт употребления, в котором произошла встреча с существами, названными им «самотрансформирующиеся машины-эльфы» (англ. self-transforming machine elves). Маккенна приписывает ДМТ роль инструмента, который может быть использован для связи с существами из других миров. Подобные отчёты также дают другие пользователи, испытавшие ДМТ-трипы. Также часто сообщается о встречах с разумными существами, которые пытаются выяснить информацию о нашей реальности.

### Способы применения
При пероральном приеме ДМТ, как правило, не очень активен, так как он быстро метаболизируется организмом. Для получения психоактивного эффекта при пероральном приеме ДМТ должен быть скомбинирован вместе с одним из ингибиторов моноаминоксидазы, например, гармалином. Другие способы применения ДМТ включают вдыхание с дымом (курение) или ввод инъекционно, что вызывает очень сильный, быстро наступающий эффект, длящийся непродолжительное время (как правило, менее получаса). Психоделическое действие ДМТ усиливается при совместном приеме с пиндололом.

### Побочные эффекты
Пары́ ДМТ вызывают неприятные ощущения в лёгких. Согласно исследованиям Рика Страссмана, «Диметилтриптамин, в некоторой зависимости от дозы, вызывает увеличение артериального давления, частоты сердцебиения, диаметра зрачков, температуры прямой кишки, в дополнение к увеличению в крови концентрации бета-эндорфинов, кортикотропина, кортизола и пролактина. Уровень гормонов роста также увеличивался при любых дозах ДМТ, а вот на уровень мелатонина не оказывалось никакого влияния».

## Содержание в растениях
ДМТ встречается в природе во многих растениях, часто в комбинации с химически схожими веществами 5-MeO-DMT и буфотенином (5-HO-DMT). Травы, содержащие ДМТ, часто используют в своих практиках шаманы Южной Америки. В напитке аяуаска растения, содержащие ДМТ, применяются для придания ему психоактивных эффектов.
Некоторые из растений, содержащих ДМТ:
- Mimosa tenuiflora
- Diplopterys cabrerana (чалипонга)
- Psychotria viridis (чакруна)
- Virola (вирола)
- Anadenanthera peregrina (йопо)
- Anadenanthera colubrina

## Биосинтез
В природе ДМТ образуется из аминокислоты L-триптофан. Сам L-триптофан является протеиногенной аминокислотой и присутствует во всех известных формах жизни. Синтезируется триптофан из антраниловой кислоты, которая, в свою очередь, синтезируется из продуктов обмена углеводов через шикимовую кислоту в метаболическом процессе, названном шикиматный путь. Растения синтезируют триптофан самостоятельно, животные получают эту аминокислоту с пищей (триптофан является для животных незаменимой аминокислотой). Независимо от источника L-триптофана, биосинтез собственно ДМТ относительно прост и представлен тремя ферментативными реакциями:
1. L-триптофан декарбоксилируется ферментом декарбоксилаза ароматических аминокислот с образованием триптамина.
2. Триптамин подвергается трансметилированию: фермент индоламин-N-метилтрансфераза (INMT) катализирует перенос метильной группы от кофактора S-аденозилметионин посредством нуклеофильной атаки аминогруппы триптамина. Эта реакция даёт промежуточный продукт N-метилтриптамин (NMT), и превращает S-аденозилметионин в S-аденозилгомоцистин (SAH).
3. N-метилтриптамин (NMT) трансметилируется ещё раз таким же образом, и получается диметилтриптамин.

## Химическая классификация
ДМТ является производным триптамина, молекула которого включает две дополнительные метильные группы в позиции атома азота у аминной группы.
Типичный путь получения ДМТ — синтез Speeter-Anthony, где реагентами являются индол, хлорид щавелевой кислоты, диметиламин и алюмогидрид лития. Обычно ДМТ используют в виде основания, хотя более стабильным видом являются соли ДМТ, например, соль фумаровой кислоты. При этом соли ДМТ растворимы в воде, а его основание — нет. ДМТ в растворе быстро разлагается при воздействии кислорода, света и тепла, поэтому должен храниться в закрытом контейнере, в темноте, в холодильнике. Чистое вещество может кристаллизоваться в виде небольших белых кристаллов, имеющих форму иголок.

## Гипотезы
В ряде теорий, предложенных разными исследователями, делается предположение, что эндогенный ДМТ, производимый человеческим мозгом в определённых психологических и нейрологических состояниях, используется организмом для индуцирования визуальных эффектов в процессе естественных сновидений, переживаний клинической смерти и преагональных состояний мозга, а также других переживаний мистического толка. Биохимический механизм этого явления был предложен исследователем en:JC Callaway в работе 1988 года, где делалось предположение, что ДМТ может быть связан с феноменом сновидений и другими естественными состояниями мозга, где механизмом является повышение уровня эндогенного ДМТ в головном мозге человека.
В исследованиях Рика Страссмана в 1990-х гг. было высказано предположение, что мозг человека производит выброс большого количества ДМТ из эпифиза в момент, предшествующий смерти, или при переживании околосмертного состояния. Этим объясняются интенсивные визуальные эффекты, сообщаемые пережившими клиническую смерть или околосмертное состояние людьми.
В 1950-х гг. была популярна теория, что эндогенная выработка психоактивных агентов объясняет симптоматику испытывающих галлюцинации пациентов с некоторыми психическими заболеваниями («Гипотеза переметилирования» — англ. en:transmethylation hypothesis). В частности, таким образом пытались найти объяснение шизофрении (см. также адренохромная гипотеза патогенеза шизофрении). Однако данная теория не могла объяснить присутствие эндогенного ДМТ у нормальных здоровых людей, а также у лабораторных мышей и других животных. В свете этого предположение о функции эндогенного ДМТ в качестве агента, вызывающего визуальные эффекты естественных сновидений, выглядит более основательным. Однако точное доказательство этого предположения невозможно по этическим соображениям — биологические образцы для исследования должны быть получены из живого мозга человека.
«DMT: Молекула Духа» (англ. DMT: The Spirit Molecule) — одна из самых известных книг о ДМТ, написанная Риком Страссманом, ученым-исследователем в области медицины.
Страссман выдвигает предположение, что ДМТ естественным образом вырабатывается эпифизом, потому что все необходимые компоненты для этого процесса обнаруживаются именно там. Однако никто ещё не пытался обнаружить ДМТ в эпифизе напрямую.

## Правовой статус
В большинстве стран ДМТ классифицируется законом как нелегальное средство и находится под запретом. В России ДМТ помещён в Список I, самую строгую категорию веществ.
В США, несмотря на то, что ДМТ также относится к самой строгой категории Schedule I, известен судебный прецедент, который разрешил бразильской церкви «União do Vegetal» использовать напиток аяуаску в ряде традиционных религиозных церемоний и импортировать компоненты для её приготовления.
В Канаде ДМТ помещен в категорию III (Schedule III).
Во Франции ДМТ классифицируется как stupéfiant.
В Бразилии существует несколько религиозных организаций, которые открыто используют напиток аяуаска в шаманическом контексте, часто с использованием элементов христианской концепции.
ДМТ не обнаруживается обычными тестами на содержание наркотических веществ в крови и следов их использования.